# Burgum

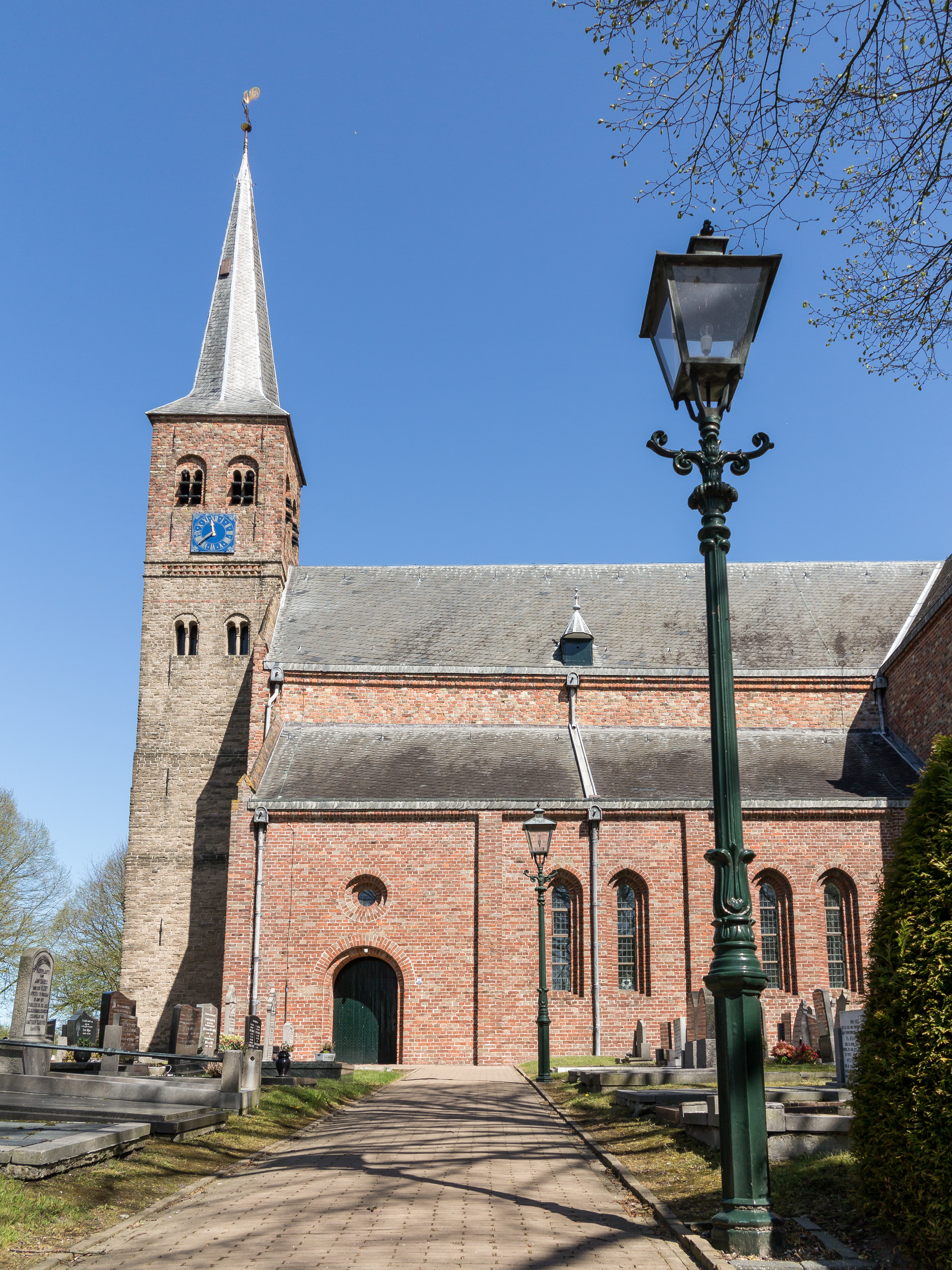
Burgum: la Kruiskerk

Burgum (in olandese: Bergum) è una località di circa 10.000 abitanti del nord-est dei Paesi Bassi, facente parte della provincia della Frisia. È il capoluogo della municipalità di Tytsjerksteradiel.

## Geografia fisica
Burgum si trova nella parte nord-orientale della provincia della Frisia, a pochi chilometri ad est di Leeuwarden e ad ovest del Bergumermeer e tra le località di Veenwouden ed Earnewâld (rispettivamente a sud della prima e a nord della seconda).

## Origini del nome
Il toponimo Borgum/Bergum, attestato anticamente come Berchem (1297), Berghum (1326 ca.), Bergum (1399), Bergheem (1423), Birghem (1432), Birghum (1453), Barghen (1475), Barghum, contiene il termine berg, che significa "collina", "rilievo".

## Storia
Nel XIV secolo, fu fondato a Borgum un monastero dedicato a San Nicola. Il monastero fu chiuso nel 1580, come tutti gli altri monasteri della Frisia.

## Monumenti e luoghi d'interesse
Burgum vanta 15 edifici classificati come rijksmonumenten .

### Architetture religiose

#### Kruiswerk
Principale edificio religioso di Burgum è la Kruiskerk, situata al nr. 5 della Kruistraat e risalente al XIII secolo.

### Architetture civili

#### Glinstra State
Altro edificio d'interesse è Glinstra State, una residenza risalente al 1855.

## Società

### Evoluzione demografica
Al censimento del 1º gennaio 2018, Burgum contava una popolazione pari a 9.925 abitanti, in maggioranza (51,5%) di sesso femminile.
La località ha conosciuto un progressivo decremento demografico dal 2016, quando contava una popolazione pari a 10.140 abitanti. In precedenza, si era invece assistito a un incremento demografico (nel 2013, Burgum contava 9.925 abitanti).

## Geografia antropica

### Suddivisioni amministrative
Buurtschappen
- Noardermar